# Fontaine des Augustins (Pernes-les-Fontaines)
Pour les articles homonymes, voir Fontaine des Augustins.
La fontaine des Augustins est une fontaine située à Pernes-les-Fontaines.

## Histoire
Le monument fait l'objet d'une inscription au titre des monuments historiques depuis 1928.